# Canomaculina subcaperata
Canomaculina subcaperata är en lavart som först beskrevs av August von Krempelhuber och som fick sitt nu gällande namn av John Alan Elix. 
Canomaculina subcaperata ingår i släktet Canomaculina och familjen Parmeliaceae. Inga underarter finns listade i Catalogue of Life.